# Ria de Aveiro
De Ria de Aveiro (IPA: [ʀijɐ dʒɨ aˈvɐjɾu]) is een groot binnenmeer in Portugal bij de monding van de Rio Vouga achter de door de zee opgeworpen duinenreeks. Hieraan ligt de stad Aveiro.
Vroeger, maar nu ook nog, vond er in de lagunes zoutwinning plaats in de zoutpannen, marinhas de sal, evenals visserij en het verzamelen van zeewier voor bemesting. Deze industrieën zijn nu sterk in verval. Typisch voor Ria de Aveiro zijn de moliceiro's.

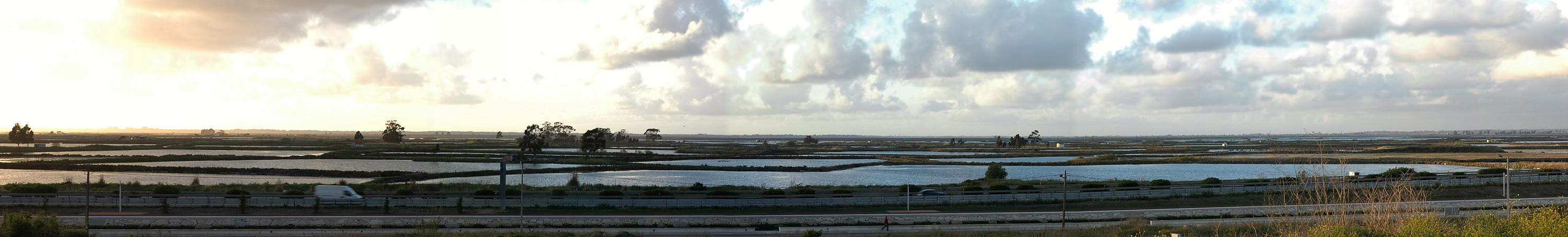
Ria de Aveiro bij zonsondergang, gezien vanaf Aveiro